# 제90경보병사단 (독일 국방군)
제90경보병사단은 제2차세계대전당시 1941년 8월에 창설하고 북아프리카에 파견 했다. 1943년에는 마레트 방어선에서 이탈리아군과 함께 싸우다가 5월에는 항복하면서 해체됐지만 7월에는 90 기갑 척탄병 사단으로 다시 창설되어 이탈리아 전선에 참전 했지만 1945년 4월 종전으로 인해 해체되었다.

## 부대 서열
1941년 7월 ~ 1941년 11월 28일
- 155소총연대
- 255보병연대
- 361아프리카연대
- 347보병연대
- 300특수대대
- 605대전차대대
- 900공병대대

1942년 3월 ~ 1943년 5월
- 155경보병연대
- 200경보병연대
- 361아프리카보병연대
- 347보병연대
- 300특수대대
- 605대전차대대
- 900공병대대

1942년 3월 ~ 1943년 5월
- 155경보병연대
- 200경보병연대
- 361경보병연대
- 288특수연대
- 190기갑대대
- 361포병대대
- 190포병연대
- 580기갑정찰대대
- 190대전차대대
- 605대전차대대
- 900공병대대

1943년 7월 ~ 1943년 11월
- 155기갑척탄병연대
- 200기갑척탄병연대
- 361기갑척탄병연대
- 190기갑대대
- 190포병연대
- 242돌격포대대

## 같이 보기
- 독일 국방군의 사단 목록